# Kameanka, Ripkî
Kameanka (în ucraineană Кам'янка) este un sat în comuna Zaderiivka din raionul Ripkî, regiunea Cernihiv, Ucraina.

## Demografie
Componența lingvistică a localității Kameanka
     Ucraineană (94,44%)
     Rusă (4,44%)
     Belarusă (1,11%)
Conform recensământului din 2001, majoritatea populației localității Kameanka era vorbitoare de ucraineană (94,44%), existând în minoritate și vorbitori de rusă (4,44%) și belarusă (1,11%).